# الهيئة الأمريكية للبعثات الخارجية

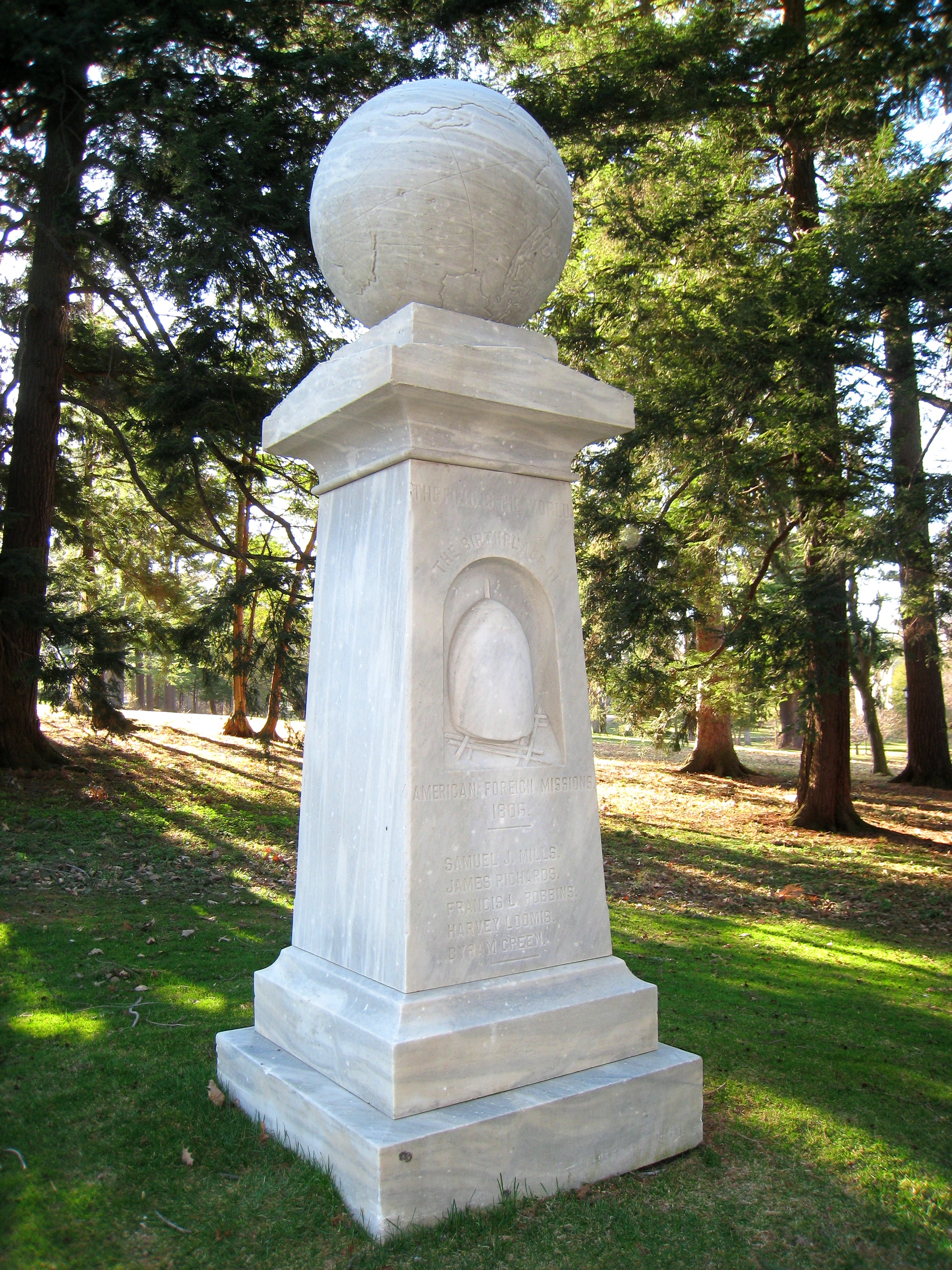
يحيي نصب كومة القش التذكاري في كلية ويليامز في ويليامزتاون بولاية ماساتشوستس ذكرى الحدث الذي وقع عام 1806 وألهم إنشاء المجلس.

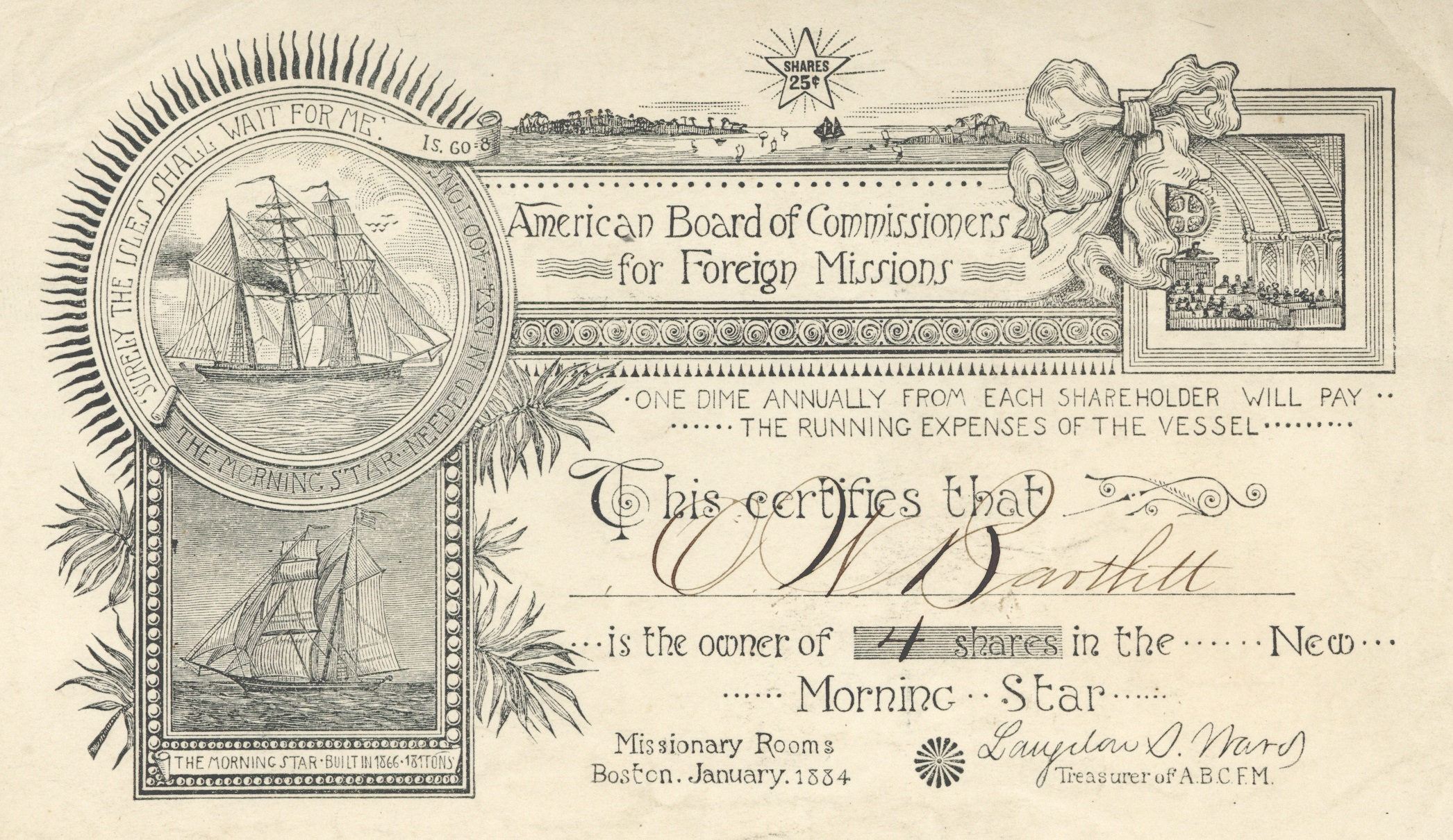
في عام 1884، أصدر مجلس المفوضين الأمريكي للبعثات الأجنبية أسهمًا لتمويل سفينته «نجمة الصباح»

مجلس المفوضين الأمريكي للبعثات الأجنبية (ABCFM) أحد أوائل المنظمات التبشيرية المسيحية الأمريكية. أنشأه عام 1810 خريجوا كلية ويليامز الجدد. في القرن التاسع عشر، وكان أكبر وأهم المنظمات التبشيرية الأمريكية، يتكون من مشاركين من المذاهب الإصلاحية البروتستانتية مثل المشيخيين، والأبرشيين، والكنائس الإصلاحية الألمانية.
كان المجلس قبل 1870 يجمع عدة طوائف، فيهم الأبرشيين والمشيخيين، لكن الانقسام الحاصل بسبب الجدل حول قضية العبودية، ولأن المنتمين إلى المدرسة المشيخية التجديدية حولوا دعمهم إلى المجلس المشيخي للبعثات الأجنبية، فقط صار معظم المجلس بعد 1870 من الأبرشيين.
استمر المجلس الأمريكي (كما سُمي كثيراً من الأحيان) بالعمل أبرشياً إلى حد بعيد حتى الخمسينيات من القرن العشرين. في عام 1957، اندمجت الكنيسة المسيحية الأبرشية مع الكنيسة الإنجيلية والإصلاحية الألمانية مشكلةً كنيسة المسيح المتحدة، فلم يعد المجلس مستقلةً جرّاء هذا الاندماج. دمجت البعثات مع كيانات الإرساليات الأخرى لتشكيل مجلس الكنيسة المتحدة للبعثات العالمية، وهي وكالة تابعة لكنيسة المسيح المتحدة.
بعض المنظمات الأخرى التي استلهمت المجلس: زمالة إنترفارسيتي المسيحية، والمؤتمر المسيحي التجمعي المحافظ، والجمعية التبشيرية التابعة للرابطة الوطنية للكنائس المسيحية الجماعية.

## التنظيم والأداء
عقدالمجلس اجتماعًا سنويًا مع اللجنة الاحترازية (عُرفت أيضًا باسم اللجنة التنفيذية)  التي اهتمت بالأعمال اليومية؛ فانتخبت سكرتيرًا مراسلًا لإعداد الوثائق المكتوبة، وأمينًا للصندوق لتلقي التبرعات، وكان لها أعضاء من مجلس الإدارة.
عُقد أول اجماع للمجلس في 5 سبتمبر 1810، وانتخب صموئيل ورسستر سكرتيرًا مراسلًا.

### السكرتارية المراسلون والقادة الرئيسون الآخرون
- صموئيل ورسستر أول سكرتير مراسل، بدءً من عام 1810.
- جيريميا إيفارتس، سكرتير مراسل للمجلس، من 1821 إلى 1831 [3]
- في الاجتماع السنوي لعام 1822، انتخب أعضاء مجلس الإدارة المسؤولين: إيفارتس سكرتيرًا مناظرًا، وجون تريدويل رئيسًا، والقس جوزيف ليمان نائبًا للرئيس. تتألف اللجنة الاحترازية من ويليام ريد، والقس ليونارد وودز، وإرميا إيفارتس، وصموئيل هوبارد، والقس وارن فاي.[4]
- أصبح إلياس كورنيليوس سكرتيرًا مراسلًا، خدم في الفترة من ديسمبر 1831 إلى فبراير 1832 (وفاته) [5]
- أصبح بنيامين ب. ويزنر، وروفوس أندرسون (1796-1880) وديفيد جرين (1797-1866) سكرتيرين "متساويين" في عام 1832. عندما توفي ويسنر (9 فبراير 1835)، أخذ مكانه ويليام جيسوب أرمسترونج.[6]
- تولى أندرسون وغرين وأرمسترونغ القيادة على قدم المساواة من عام 1835 إلى عام 1846، حيث كان أندرسون وزيرًا للخارجية، وأرمسترونج وزيرًا للداخلية، وديفيد جرين سكرتيرًا للبعثات الهندية الأمريكية ورئيس تحرير صحيفة ميشناري هيرالد [7] واستمر روفوس أندرسون في منصب وزير الخارجية حتى 1866. توفي أرمسترونغ في حادث تحطم سفينة بين بوسطن ونيوجيرسي عام 1846.
- تم انتخاب صلاح ب. تريت عام 1843 كسكرتير للتسجيل. تم إدراج روفوس أندرسون والقس ديفيد جرين والقس ويليام جيه أرمسترونج على أنهم "أمناء المراسلات". (تم إدراج الرئيس ونائب الرئيس على التوالي باسم ثيودور فريلينغايسن LL. D. وHon. توماس س. ويليامز) [8]
- بحلول عام 1858، كان جورج وارن وود هو السكرتير الوحيد، وكان القس مارك هوبكنز رئيسًا، وكان ويليام جيسوب المؤيد لإلغاء عقوبة الإعدام نائبًا للرئيس.[9] كان هوبكنز رئيسًا لكلية ويليامز منذ عام 1836.
- بحلول عام 1866، انضم القس ناثان جورج كلارك والقس جي دبليو وود إلى روفوس أندرسون وسيلا تريت كسكرتيرين متطابقين.[10] شغل وود منصبه، بصفته سكرتيراً للمجلس في مدينة نيويورك، من عام 1850 إلى عام 1871. تولى كلارك منصب وزير الخارجية عندما غادر أندرسون عام 1866 وظل وزيراً للخارجية حتى عام 1894.[11][12]

الانقسام الحاصل بسبب الجدل حول قضية العبودية، ولأن المنتمين إلى المدرسة المشيخية التجديدية حولوا دعمهم إلى المجلس المشيخي للبعثات الأجنبية، فقط صار معظم المجلس بعد 1870 من الأبرشيين.
- في عام 1896، أصبح جيمس ليفي بارتون سكرتيرًا بعد وفاة إن جي كلارك، [13] وتقاعد في عام 1927.[14]
- في عام 1899، كان جيمس إل. بارتون، وجودسون سميث، وتشارلز إتش. دانيلز ثلاثة سكرتارية مراسلون للمجلس وفقًا «كتاب الأبرشية السنوي». يذكر أيضاً تشارلز إم لامسون ود. ويليس جيمس رئيساً ونائب رئيس للمجلس على التوالي.[15]
- انضم شقيق هنري إتش ريجز، إرنست ويلسون ريجز (الرئيس السابق لكلية الفرات 1910-1921 وعامل إغاثة الشرق الأدنى) إلى جيمس ليفي بارتون سكرتيراً مشاركاً وسكرتير مراسلاً للمجلس من عام 1921 إلى عام 1932.[16]

ملاحظة: بعد عام 1930، راجع المجلس دستوره لإنشاء منصب «نائب رئيس تنفيذي» لتوفير منصب «الأول بين متساوين» بين سكرتارية المجلس.
- كان الدكتور فرانك فيلد جودسيل أول نائب رئيس تنفيذي للمجلس، وترأسه من عام 1930 إلى عام 1948.[18]
- شغل ألفورد كارلتون منصب نائب الرئيس التنفيذي لمجلس الإدارة من عام 1954 إلى عام 1970.

ملاحظة: عندما اندمجت الكنيسة الإنجيلية والإصلاحية مع الكنيسة المسيحية الإبرشية عام 1957، اندمج المجلس التابعة للإبرشيين مع مجلس E&R للإرساليات الدولية ليصبح مجلس الكنيسة المتحدة للبعثات العالمية التابع لطائفة كنيسة المسيح المتحدة تحت قيادة كارلتون. في 29 يونيو 1961، اختتم المجلس أعماله رسمياً. في 1 يوليو 2000، أعيدت هيكلة كنيسة المسيح المتحدة وسميت «كنيسة المسيح المتحدة للبعثات الأشمل» ضمن هيكل الخدمات المتفق عليه كنيسة المسيح المتحدة.

### أعضاء مجلس الإدارة
- تيموثي دوايت

في عام 1826، استوعب المجلس الأمريكي 26 عضوًا من الجمعية التبشيرية الأجنبية المتحدة (UFMS) في مجلس إدارته.

## البدايات

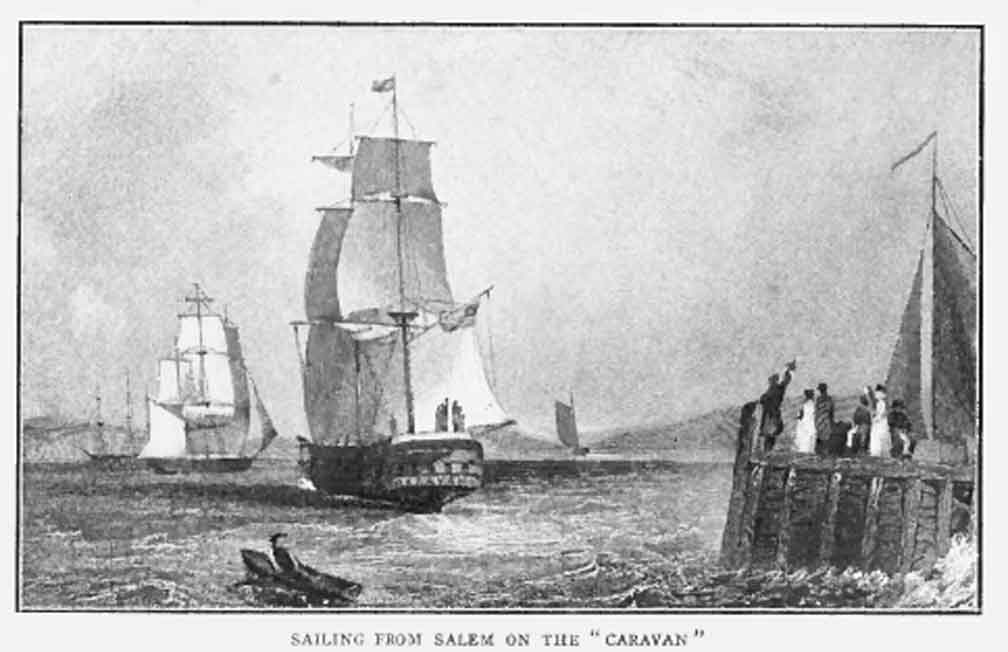
أبحر آل جودسون ونيويلز ولوثر رايس إلى الهند من سالم، ماساتشوستس على السفينة «كارافان» في 19 فبراير 1812.

احتمى خمسة طلاب من كلية ويليامز عام 1806 في غرب ماساتشوستس في كومة قش من عاصفة رعدية. في اجتماع صلاة كومة القش، واتفقت آرائهم على أن «العالم مجال العمل» وتوصلوا إلى إنشاء المجلس بعد أربع سنوات. كان الهدف من المجلس نشر المسيحية في جميع أنحاء العالم. أبرشي في الأصل، وقبل المجلس كذلك المبشرين من الكنيسة المشيخية (1812-1870)، والتجديدية الهولندية (1819-1857) وغيرها من الطوائف.
في عام 1812، أرسل المجلس أول مبشريه - أدونيرام وآن هاسلتين جودسون ؛ صموئيل وروكسانا بيك نوت؛ صموئيل وهارييت نيويل ؛ جوردون هول ولوثر رايس — إلى الهند البريطانية. بين عامي 1812 و1840، تبعهم المبشرون إلى الأشخاص والأماكن التالية: تينيسي إلى هنود الشيروكي، والهند (منطقة بومباي)، وشمال سيلان (سريلانكا حاليًا)، وجزر ساندويتش (هاواي)؛ شرق آسيا: الصين وسنغافورة وسيام (تايلاند)؛ الشرق الأوسط: (اليونان، قبرص، تركيا، سوريا، الأراضي المقدسة وبلاد فارس (إيران))؛ وأفريقيا: غرب أفريقيا — كيب بالماس — وجنوب أفريقيا — بين الزولو.

### مناهضة إبعاد الهنود
شغل إرميا إيفارتس منصب أمين الصندوق من 1812 إلى 1820، ثم سكرتيرًا مراسلًا من عام 1821 حتى وفاته في عام 1831. وسع المجلس في عهده عام 1821 دور المرأة: فسمح بإلين ستيتسون، أول مبشرة غير متزوجة للهنود الأمريكيين، وبيتسي ستوكتون، أول مبشرة غير متزوجة في الخارج وأول مبشرة أمريكية من أصل أفريقي.
قاد إيفارتس جهود المنظمة لتعيين المبشرين في قبائل الهنود الأمريكيين جنوب شرق الولايات المتحدة. كما قاد أيضًا معركة المجلس الواسعة ضد سياسات إبعاد الهنود عموماً وقانون إبعاد الهنود لعام 1830 على وجه الخصوص.

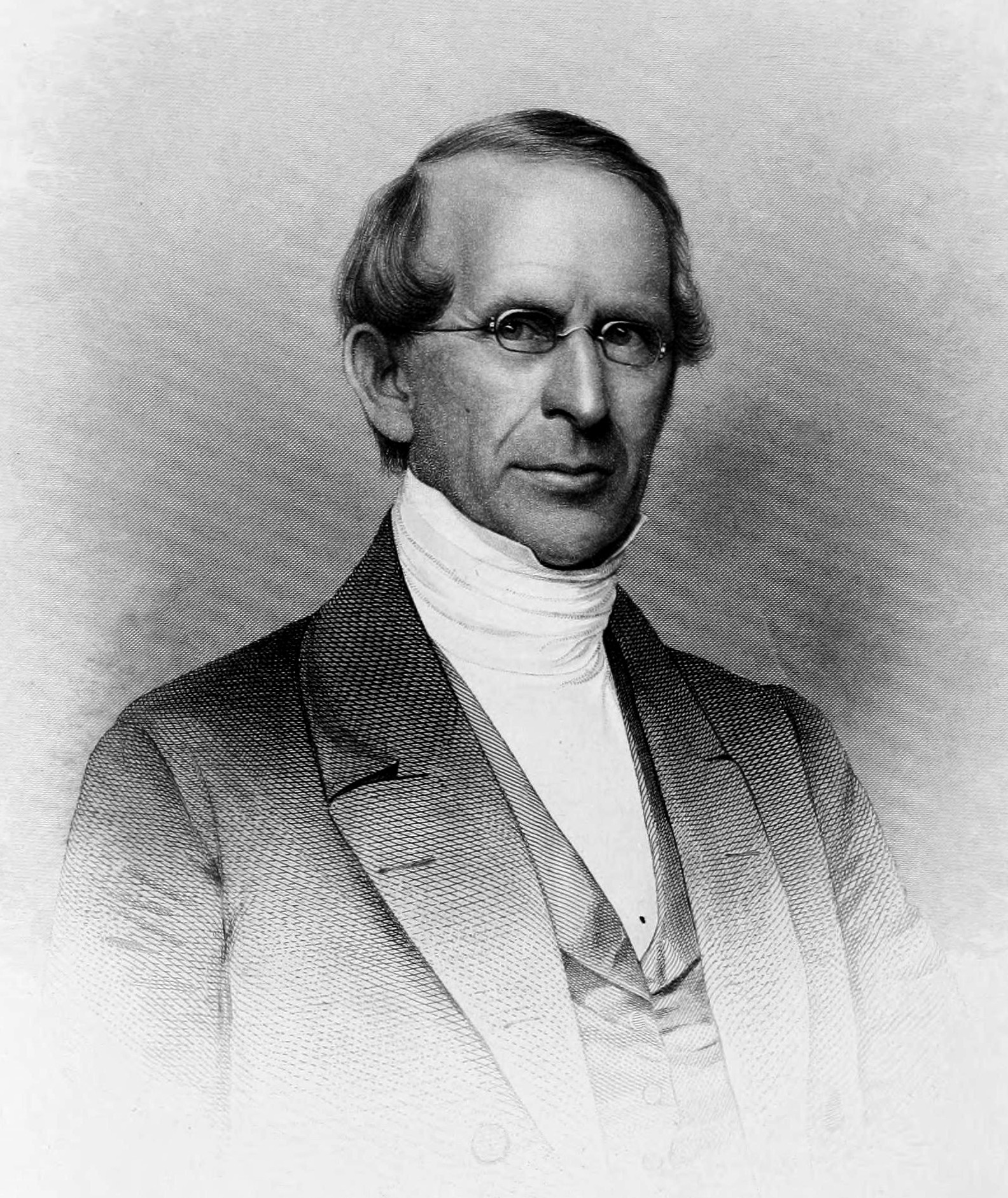
روفوس أندرسون (1796–1880)

### محطات تبشيرية عام 1855
بحلول عام 1850، كان المجلس الأمريكي قد أرسل 157 مبشرًا رسميًا ذكرًا إلى مواقع أجنبية.
ذكر عدد يناير 1855 من مجلة «Missionary Herald»  الإرساليات في وقته للمجلس على النحو التالي:

#### إفريقيا
- إرسالية إلى الجابون (محطة بركة، محطة أولانديبينك، محطة نيجينينج، محطة خارجية في نومبا)
- إرسالية إلى زولوس (محطة مابومولو، محطة أومفوتي، محطة إيسيدومبيني، محطة أومسوندوزي، محطة إيتافاماسي، محطة جبل تيبل، محطة إناندا، محطة أوملازي، محطة إيفومي، محطة أمالونغوا، محطة إيفا، محطة أومتوالومي)
- البعثة إلى أنغولا (محطة تشيليسو)

#### أوروبا
- البعثة إلى اليونان (محطة أثينا)
- الإرسالية إلى اليهود (القسطنطينية، سميرنا، تسالونيكي)

#### غرب آسيا
- بعثة إلى الأرمن (محطة بيبيك (القسطنطينية)، محطة بيرا (القسطنطينية)، محطة هاس كيوي (القسطنطينية)، محطة كوم كابو (القسطنطينية)، محطة سميرنا، محطة مرعش، محطة عينتاب، محطة تالاس، محطة تركيا، محطة سيواس، توكات محطة (محطة مارسوفان، محطة طرابزون، محطة إزروم، ومحطة أرابكير)
- بعثة إلى سوريا (محطة بيروت، محطة ابيه، محطة حاصبيا، محطة طرابلس، محطة حلب، ومحطات بحمدون، كفرشيما، راشيا، إبل، والخيام)
- البعثة إلى آشور (محطة الموصل، محطة ديار بكر، ومحطة خارجية في هيني)
- الإرسالية إلى النساطرة (محطة أورومية [المعروفة أيضًا باسم أوروميه] ومحطة سعير القريبة؛ ومحطة جاوار ؛ والمحطات الخارجية في غيوغ تابا، وأردشاي، وسوبرغان، وديزا تاخا)

#### جنوب آسيا
- إرسالية إلى بومباي (محطة بومباي)
- بعثة إلى أحمد نجر (البعثة الماراثية الأمريكية للمسيحيين الماراثيين) (محطة أحمدنوجور، ومحطة بهينجار، ومحطة سرور، والمحطات الخارجية في وودوالي، ونيواسي، وديدجاوم)
- إرسالية إلى ساتارا (محطة ساتارا ومحطة ماهابوليشوار)
- إرسالية إلى كولابور (محطة كولابور)
- إرسالية إلى مدراس (محطة رويابوروم ومحطة شينتاديريبيتاه ومحطة بلاك تاون)
- إرسالية إلى مادورا (محطة مادورا الشرقية، محطة مادورا فورت، محطة دينديجيل الشرقية، محطة دينديجيل الغربية، محطة بيرياكولوم، محطة تيرومونغالوم، محطة باسومالي، محطة مانداهاسالي، محطة تيروبوفانوم، ومحطة سيفاجونغا)
- الإرسالية إلى سيلان (محطة تيليبالي، ومحطة باتكوتا، ومحطة أودوفيل، ومحطة مانيبي، ومحطة بانديتريبو، ومحطة تشافاغاتشيري، ومحطة أودوبيتي، ومحطة فاراني، والمحطات الخارجية في كاراديف، وفالاني، وبونجيرديف، وكيتس، وأتشوفالي

#### شرق آسيا
- إرسالية إلى كانتون (محطة كانتون)
- إرسالية إلى أموي (محطة أموي)
- إرسالية إلى فوه تشاو (محطة فوه تشاو)
- إرسالية إلى شنغهاي (محطة شنغهاي)
- الإرسالية إلى هونج كونج/جنوب الصين (محطتا هونج كونج وكانتون)

#### شمال المحيط الهادئ
- البعثة إلى ميكرونيزيا (محطة رونو كيتي (جزيرة أسنسيون)، محطة شالونج بوينت (جزيرة أسنسيون)، محطة جزيرة سترونج)
- إرسالية إلى هاواي (محطة كايلوا، محطة كيلاكيكوا، محطة هيلو، محطة كوهالا، ومحطة وايميا)
- إرسالية إلى ماوي (محطة لاهاينا، محطة لاهينالونا، محطة ويلوكو)
- إرسالية إلى مولوكاي (محطة كالواها)
- الإرسالية إلى أواهو (محطة هونولولو، محطة بوناهو، محطة إيوا، محطة وايالوا، ومحطة كانيوهي)
- إرسالية إلى كاواي (محطة وايميا ومحطة كولوا ومحطة وايولي)

#### هنود أمريكا الشمالية
- إرسالية إلى قبيلة تشوكتاو (محطة ستوكبريدج، محطة ويلوك، محطة باين ريدج، محطة غود ووتر، محطة غود لاند، محطة بنينغتون، محطة ماونت بليسنت، محطة لينوكس، والمحطات الخارجية في ماونت زيون وماك شيتو
- إرسالية إلى شيروكي (إرسالية برينرد، محطة دوايت، محطة لي كريك، محطة فيرفيلد، محطة بارك هيل، ومحطة خارجية في هوني كريك)
- إرسالية إلى داكوتا (محطة الطب الأصفر ومحطة نيو هوب) أيضًا محطات بحيرة هارييت وشاكوبي ولاك كوي بارلي.
- إرسالية إلى أوجيبواس (محطة باد ريفر) (أيضًا...[بحيرة ليتش 1832-1843] [إرسالية لابوينت 1830-1850] [إرسالية البحيرة الصفراء 1833-1836] [إرسالية بحيرة ساندي 1832-1833] [إرسالية بوكيجاما 1836-1846 (على نهر سنيك في مينيسوتا] [بعثة ريد ليك 1843-1848 بالتعاون مع جمعية الإرسالية الإنجيلية الغربية] [باد ريفر/أودانا 1846-أبت 1878؛ تولت الإرساليات المشيخية، الإرسالية في سبعينيات القرن التاسع عشر])
- إرسالية إلى سينيكاس (محطة كاتاروغوس العليا، محطة كاتاروغوس السفلى، محطة أليغاني العليا، محطة أليغاني السفلى، ومحطة خارجية في المدينة القديمة)
- إرسالية إلى توسكاروراس (محطة توسكارورا ومحطة جبل الأمل)
- بعثة إلى أبيناكيس (محطة سانت فرانسيس)

## في الشرق الأوسط
أسس المجلس العديد من الكليات والمدارس في الإمبراطورية العثمانية ومنطقة البلقان. منها مثلًا، الكلية الأمريكية في صوفيا، بلغاريا خلفًا لمدرسة البنين أسسها المجلس عام 1860 في بلوفديف ومدرسة البنات في ستارا زاغورا عام 1863. دمجتا في ساموكوف، بلغاريا عام 1871، ونقلا إلى صوفيا في أواخر العشرينيات.

## بعثات برعاية المجلس، مرتبةً حسب المكان

### أفريقيا
- تيريزا روبنسون باك (1912–1965)، ممرضة مبشرة في جنوب روديسيا
- ماري فلويد كوشمان (1870–1965)، تشيليسو، أنغولا (1922 إلى 1953)
- جيمس بينيت ماكورد (1870-1950)، ديربان، كوازولو ناتال، جنوب أفريقيا
- ويليام كولين ويلكوكس (1850–1928) مع زوجته إيدا بيل كلاري ويلكوكس (1858–1940)، إناندا، كوازولو ناتال، جنوب أفريقيا (1881 إلى * 1887)؛ لقد رتبوا لامتلاك السود في جنوب إفريقيا الأرض، ونتيجة لذلك تم طردهم من جنوب إفريقيا في عام 1918.

### أوروبا
- جوناس كينغ (1792–1869)، أثينا، اليونان
- روبن ماركهام (1887–1949)، ساموكوف في صوفيا، بلغاريا
- ماري لويزا ماثيوز (1864–1950)، بيتولا، ألبانيا، مقدونيا الشمالية (تركيا الأوروبية رسميًا) (1888 إلى 1920)[30]

### غرب آسيا
- كارولين سي. بوش (1847–1919) هربوت، الإمبراطورية العثمانية[31]
- توماس ديفيدسون كريستي  [لغات أخرى]‏ (1843–1931) تركيا الوسطى (1877 to 1920)
- جوزيف غالوب كوكران  [لغات أخرى]‏ (1817–1871)، مع زوجته ديبورا ويلسون بلامب، أرومية وسعير، إيران القاجارية[32]
- أوليفر كرين  [لغات أخرى]‏ (1822-1896)، تركيا
- نانسي جين دين (1837–1926)، أرومية، إيران القاجارية
- ويلسون آموس فارنسورث (1822–1912) مع زوجته كارولين إليزابيث بالمر (1825–1913)، قيصرية، الإمبراطورية العثمانية (1854 to 1903)[33][34]
- فيديليا فيسك  [لغات أخرى]‏ (1816–1864)، أرومية، إيران القاجارية
- ويليام غودل (1792–1867) بيروت، لبنان (سورية)
- ماري لويز غرافام  [لغات أخرى]‏ (1871–1921)، سيواس، الإمبراطورية العثمانية
- أساهيل غرانت  [لغات أخرى]‏ (1807–1844)، مع زوجته جوديث غرانت، أرومية، إيران القاجارية (1835 to ؟)؛ أول أمريكي يقيم في إيران.
- جاستن بيركنز (1805–1869)، مع زوجته شارلوت باس،في إرسالية إلى أرومية، إيران القاجارية (1835 to ؟)؛ أول أمريكي يقيم في إيران.
- بنيامين شنايدر، بورصة (1834 to 1849)، وعينتاب (؟ to 1877)، الإمبراطورية العثمانية[35][36]
- كورينا شاتوك  [لغات أخرى]‏ (1848–1910)، أورفة، تركيا (الإمبراطورية العثمانية)
- كلارنس أوشر  [لغات أخرى]‏ (1870–1955)، فان، الإمبراطورية العثمانية
- ماري إي. فان لينيب  [لغات أخرى]‏ (1821–1844)، إسطنبول (القسطنطينية)، الإمبراطورية العثمانية
- جورج إي. وايت (1861–1946)، مارسوفان، الإمبراطورية العثمانية

### جنوب آسيا
- فريدريك آير (1829-1848) وإليزابيث تايلور آير (1828-1848) ماكيناو ميشن، لا بوينت (فريدريك فقط)، ساندي ليك (فريدريك فقط)، يلو ليك، بحيرة بوكيجاما، فوند دو لاك (مينيسوتا)، ريد ليك. جميعها باستثناء ماكيناو كانت على وجه التحديد إرساليات لأوجيبوي؛ خدم ماكيناو عددًا من قبائل البحيرات العظمى. خدم آل آيرز أيضًا تحت قيادة Am. مساعد التبشيري. في أتلانتا بعد الحرب الأهلية لخدمة المحررين فريدريك 1865-1867 وإليزابيث 1865-1868.
- إرساليات إدموند إف إيلي وكاترين إيلي أوجيبوي في بحيرة ساندي، فوند دو لاك، بوكيجاما، لا بوينت.
- إرسالية شيرمان هول وبيتسي باركر هول لابوينت أوجيبوي
- إرساليات ويليام بوتويل وهيستر كروكس بوتويل ليتش وبحيرة بوكيجاما أوجيبوي.
- إرساليات بحيرة هنري بلاتشفورد بوكيجاما ولابوينت وأودانا أوجيبوي
- بحيرة سابرينا ستيفنز الصفراء وبحيرة بوكيجاما. كان مرتبطًا سابقًا بمهام أوهايو إلى مومي في النهر الأسود.
- إرساليات ليونارد ويلر وهارييت وود ويلر لا بوينت وأودانا أوجيبوي.
- إرساليات جون سيمور وجين ليفيت سيمور ماكيناو والبحيرة الصفراء وبوكيجاما إلى أوجيبوي.
- أورين كو رجل عمل بالأجرة في إرسالية بوكيغاما، شارك لاحقًا في إرسالية AMA في ريد ليك مع آير.

## المنتسبون للمجلس من السكان الأصليين
- باباجي (ولد 1791)
- ليانغ فا (1789–1855)
- ديفيد مالو (1795–1853)
- هنري أوبوكاهيا (حوالي 1792–1818؛ المعروف أيضًا)
- بوايكي (ج. 1785–1844)
- أسعد الشدياق (1798–1830)
- جويل هولو ماهو (1830–1890) ثاني شخص أصوله من هاواي يتم ترسيمه.
- هنري بلاتشفورد، من بعثة أوجيبوي، أنجز ترجمات ووعظ بدءًا من بوكيجاما (مينيسوتا) في عام 1836، وتم ترسيمه في النهاية وعمل في بعثة أودانا حتى وفاته في أواخر القرن التاسع عشر.
- عبد الله عبد القادر (1797-1854)، عُرف أيضاً «المُنشئ عبد الله»،
- باحثٌ ومترجمٌ ماليزي، عمل لدى المبشر ألفريد نورث الذي كان يقيم في سنغاورة.